# Perach
Perach este o comună din districtul Altötting, landul Bavaria, Germania.